# Николаев, Иван Карпович
Иван Карпович Николаев (22 октября 1895,  д. Люкенишки, Витебская губерния, Российская империя —  20 декабря 1978,  Львов, УССР, СССР) — советский военачальник, генерал-лейтенант интендантской службы  (08.09.1945).

## Биография
Родился 22 октября 1895 года в деревне Люкенишки, ныне в Науенской волости, Даугавпилсский край,  Латвия. Русский. 
С  1916 года служит в Российской императорской армии и принимает участие в Первой мировой войне. Войну закончил  в звании младшего унтер-офицера 291-го пехотного запасного батальона. После Октябрьской революции в  ноябре 1917 года вступил в Красную Гвардию, а с ноября 1918 года служит в РККА. Участник Гражданской войны. Член ВКП(б) с 1919 года.  После войны продолжил службу в армии на командно-начальствующих и политических должностях. В 1937 году окончил Специальный факультет Военной академии РККА имени М. В. Фрунзе. 
22 февраля  1938 года - В связи с XX Годовщиной Рабоче-Крестьянской Красной Армии и Военно-морского Флота  за проявленные ими мужество и самоотверженность в боях с врагами Советской власти и за выдающиеся успехи и достижения в боевой, политической и технической подготовке частей и подразделений Рабоче-Крестьянской Красной Армии, дивизионный комиссар Николаев был награждён  орденом Красного Знамени.
С началом Великой Отечественной войны в октябре 1941 года Николаев назначен заместителем командующего по тылу 56-й армии Северо-Кавказского военного округа. 29 ноября 1941 года армия была передана в подчинение штабу Южного фронта, в составе которого приняла участие в Ростовской наступательной операции  освободила Ростов-на-Дону и к середине декабря вышла к р. Миус, севернее Таганрога. В течение зимы 1941/42 года бои на Миус-фронте носили позиционный характер. В марте 1942 года подразделения 56 А начали наступательную операцию с целью разгрома покровско-таганрогской группировки противника и освобождения города Таганрога и к концу месяца вышли на подступы к городу. В мае  соединения 56-й армии вели оборонительные бои на рубеже реки Самбек, в этих боях Николаев был ранен. 
С июня 1942 года служит  начальником тыла 3-й танковой армии и принимает участие во фронтовой операции — Контрудар войск Западного фронта в районе Сухиничи, Козельск. В сентябре 1942 года назначен начальником тыла 5-й танковой армии.  29 октября армия передана Юго-Западному фронту 2-го формирования и в его составе участвовала в Сталинградской битве. В январе — феврале 1943 года, наступая на донбасском направлении, войска армии участвовали в освобождении городов: Морозовск (5 января), Тацинский (15 января), Каменск-Шахтинский (13 февраля), Красный Сулин (14 февраля). К исходу февраля вышли к реке Миус в районе Красного Луча, где перешли к обороне. 
В мае 1943 года генерал-майор  интендантской  службы Николаев  назначен начальником тыла 3-й гвардейской танковой армии которая принимала участие в боевых действиях в Орловской наступательной операции, битве за Днепр, Киевской наступательной, Киевской оборонительной операциях,  Житомирско-Бердичевской, Проскуровско-Черновицкой, Львовско-Сандомирской наступательных операциях, а также в освобождении городов Городок и Львов и боевых действиях на Сандомирском плацдарме.  За бесперебойное обеспечение Армии боеприпасами, горюче-смазочными материалами и продовольствием в этих операциях был дважды  награждён орденом Богдана Хмельницкого II степени. В сентябре 1944 года назначен начальником тыла 6-й гвардейской танковой армии С 6 по 28 октября 1944 года армия принимала участие в Дебреценской наступательной операции, после окончания которой была выведена в резерв фронта. С декабря 1944 по январь 1945 года армия принимала участие в Будапештской наступательной операции и в конце января 1945 года была выведена в резерв фронта.
В апреле 1945 года с целью подготовки будущих наступательных действий против японской Квантунской армии Николаев был переведён на Дальний Восток на должность начальника тыла Приморской группы войск. В ходе Советско-японской войны  Николаев занимал должность начальника тыла 1-го Дальневосточного фронта. С 9 августа по 2 сентября 1945 года фронт участвовал в стратегической Маньчжурской операции на харбино-гиринском направлении. Войска 1-го Дальневосточного фронта во взаимодействии с Забайкальским, 2-м Дальневосточным фронтами и Тихоокеанским флотом в условиях горно-таёжной местности прорвали укреплённую полосу и разгромили войска японских 1-го и 17-го фронтов Квантунской армии. Взяли несколько восточных районов Маньчжурии и Ляодунский полуостров. 11 августа части 25 армии пересекли китайско-корейскую границу в районе Кёнхына. 15 августа японское командование объявило о капитуляции своих войск в Корее. За умелое планирование  и успешное обеспечение  боевых операций в Советско-японской войне  Николаев был награждён   орденом Кутузова I степени.

Особое внимание пришлось уделить материальной стороне дела. Наша страна, все отдававшая фронту, не могла в то время одинаково снабжать и фронтовые, и тыловые части. Поэтому снабжение дальневосточников было слабым. Но когда началась вплотную подготовка приморских соединений к военным действиям, им выдали новое обмундирование, резко улучшили питание. Конечно, это сразу заметили. Не осталась незамеченной и новая техника, прибывавшая в войска. Задача организовать материальное обеспечение Приморской группы войск, а потом 1-го Дальневосточного фронта и наладить его бесперебойность в период военных действий легла на плечи нового генерал-майора интендантской службы И. К. Николаева. Иван Карпович справился с заданием весьма умело, проделав огромную по объему и масштабам работу. Плоды этой работы мы ощущали на себе в течение поздней весны и лета 1945 года, когда в войска ритмично поступало все необходимое. Николаеву особенно часто приходилось иметь дело по своей линии с партийными, советскими и хозяйственными органами края, которые усиленно помогали ему, в частности в налаживании продовольственного обеспечения войск. Прочее (прежде всего боеприпасы, дополнительная боевая техника, горючее, автотранспорт) поступало из центра, связь с которым не прерывалась ни на один день. Мне представляется, что руководящие сотрудники тыла Красной Армии тоже хорошо оценивали деятельность И. К. Николаева.
— Мерецков К. А.. На службе народу. Страницы воспоминаний. — М.: Политиздат, 1968. Дата обращения: 26 декабря 2021. Архивировано 26 декабря 2021 года.
После окончания войны  продолжил службу на должности начальника тыла Приморского военного округа, а затем на той же должности в Прикарпатском военном округе.   21 июня 1949 года генерал-лейтенант интендантской службы Николаев уволен в запас.
Скончался   20 декабря 1978 года в городе Львов,  похоронен там же.

## Награды
- орден Ленина (21.02.1945)[5][6]
- четыре ордена Красного Знамени (22.02.1938[7],   10.01.1944[8], 03.11.1944[9][6], 02.01.1948[10][6])
- орден Кутузова I степени (08.09.1945)[11]
- два ордена Богдана Хмельницкого II степени (25.08.1944[12], 23.09.1944[13])
- орден Отечественной войны I степени 25.08.1943)[14]
- орден Красной Звезды (01.04.1943)[15]
  - медали в том числе:
  - «XX лет Рабоче-Крестьянской Красной Армии» (1938)[14]
  - «За оборону Сталинграда» (30.10.1945)[16]
  - «За оборону Кавказа» (1944)[7]
  - «За победу над Германией в Великой Отечественной войне 1941—1945 гг.» (21.08.1945)[17]
  - «За победу над Японией» (1945)[7]
  - «За взятие Будапешта» (1945)[7]
  - «Ветеран Вооружённых Сил СССР» (1976)

Других государств
 ПНР:
- орден «Крест Грюнвальда» III степени
- медаль «За Одру, Нису и Балтику»
- медаль «Победы и Свободы»